# 堺市立久世小学校
堺市立久世小学校（さかいしりつ くぜ しょうがっこう）は、大阪府堺市中区にある公立小学校。 

## 沿革
明治時代初期に当時の大鳥郡小坂村（町村制実施で久世村）に設置された泉州第十一番小学校（小坂尋常小学校）と、当時の大鳥郡東山新田（町村制実施で久世村）に設置された東山尋常小学校の2校を起源とする。2校が1909年に合併し、泉北郡久世尋常小学校として発足した。
国民学校への改編を経て、1947年の学制改革により久世村立小学校となった。その後町村合併により泉ヶ丘町立久世小学校（1955年）への改称を経て、1959年に堺市への編入に伴って堺市立久世小学校となっている。

### 年表
- 1873年5月 - 泉州第十一番小学校（小坂尋常小学校）が開校。
- 1876年 - 東山尋常小学校が開校。
- 1909年4月1日  - 小坂尋常小学校と東山尋常小学校が合併。現在の場所に泉北郡久世尋常小学校が創立。
- 1921年 - 高等科を併設。泉北郡久世尋常高等小学校に改称。
- 1934年9月21日 - 室戸台風で校舎被害。
- 1941年4月1日 - 国民学校令により、泉北郡久世国民学校に改称。
- 1947年4月1日 - 学制改革により、久世村立小学校に改称。
- 1955年4月1日 - 久世村が合併で泉ヶ丘町になったことに伴い、泉ヶ丘町立久世小学校に改称。
- 1959年5月1日 - 泉ヶ丘町が堺市に編入したことに伴い、堺市立久世小学校に改称。
- 1961年1月 - 校歌制定。
- 1961年9月 - 第2室戸台風で校舎被害。
- 1980年 - プール完成。
- 1998年 - 体育館、給食場完成。
- 2002年 - 新校舎完成。
- 2007年 - 文部科学省から、国語力向上モデル事業実施校に指定される。

## 通学区域
- 堺市中区 小阪、小阪西町、楢葉、東八田、伏尾の全域と平井（623―6・34～47番地以外）、東山（1～858及び1116～1122番地）。

卒業生は堺市立平井中学校に進学する。

## 交通
- 南海泉北線 深井駅から南へ徒歩20分
- 南海バス久世小学校前下車。3系統東山車庫前行きで堺東駅から約30分、上野芝駅から約20分